# La donna della mia vita (film 1986)
La donna della mia vita (La femme de ma vie) è un film del 1986 diretto da Régis Wargnier.

## Trama
Simon, violinista classico, dopo aver inutilmente cercato di tenere nascosto il suo vizio di bere, si rende conto che il destino dell'orchestra da lui creata sette anni prima sta per essere compromesso. La moglie Laura, a costo di inimicarsi tutti, lo difende e si prende cura di lui ma, più che del suo amore possessivo, Simon ha bisogno di ritrovare la forza di camminare con le sue gambe. Si rivolge allora al suo vecchio amico Pierre, che in passato ha avuto le stesse difficoltà e adesso gli offre una mano. Laura tuttavia, non sopportando che a salvare suo marito sia un'altra persona e non lei, inconsapevolmente cerca di spingerlo nuovamente a bere, si frappone fra i due e, pur di interrompere la loro amicizia, arriva a sedurre Pierre e ad abbandonare suo marito.
Simon intanto ha ripreso a lottare da solo e ormai non ha più bisogno né di Laura, né di Pierre. Quando riprende a fare concerti, il giorno del suo nuovo debutto ritrova Laura di nuovo accanto a lui.